# Eleccions al Parlament Europeu de 2019 (Letònia)
Les Eleccions al Parlament Europeu de 2019 a Letònia es van celebrar el 25 de maig de 2019 per escollir als 8 membres del Parlament Europeu.

## Resultats
| Llista | Llista                                                      | Grup        | Vots    | %     | Escons | +/- |
| ------ | ----------------------------------------------------------- | ----------- | ------- | ----- | ------ | --- |
|        | Nova Unitat (V)                                             | PPE         | 124.193 | 26,40 | 2 / 8  | 2   |
|        | Partit Socialdemòcrata «Harmonia» (S)                       | S&D         | 82.604  | 17,56 | 2 / 8  | 1   |
|        | Aliança Nacional (NA)                                       | ECR         | 77.591  | 16,49 | 2 / 8  | 1   |
|        | Desenvolupament/Per! (AP!)                                  | ALDE        | 58.763  | 12,49 | 1 / 8  | Nou |
|        | Unió Russa de Letònia (LKS)                                 | Verds / ALE | 29.546  | 6,28  | 1 / 8  | =   |
|        | Unió de Verds i Agricultors (ZZS)                           | -           | 25.252  | 5,37  | 0 / 8  | 1   |
|        | Associació Letona de Regions (LRA)                          | -           | 23.581  | 5,01  | -      | =   |
|        | Conservadors (Letònia) (K)                                  | -           | 20.595  | 4,38  | -      | Nou |
|        | Progressistes (PRO)                                         | -           | 13.705  | 2,91  | -      | Nou |
|        | Qui és el propietari de l'estat? (KPV)                      | -           | 4.362   | 0,93  | -      | Nou |
|        | Nacionalistes Letons                                        | -           | 3.172   | 0,67  | -      | Nou |
|        | Partit del Centre                                           | -           | 2.312   | 0,49  | -      | Nou |
|        | Per Letònia des del Cor (NL)                                | -           | 2.242   | 0,48  | -      | Nou |
|        | Partit Socialdemòcrata dels Treballadors de Letònia (LSDSP) | -           | 922     | 0,20  | -      | =   |
|        | Nova Armonia                                                | -           | 829     | 0,18  | -      | Nou |
|        | Partit d'Acció                                              | -           | 791     | 0,17  | -      | Nou |
| Total  | Total                                                       | Total       | 470.460 |       | 8      |     |

### Eurodiputats electes
- Valdis Dombrovskis (JV)
- Sandra Kalniete (JV)
- Nils Ušakovs (S)
- Andris Ameriks (S)
- Roberts Zīle (NA)
- Dace Melbārde (NA)
- Ivars Ijabs (AP!)
- Tatjana Ždanoka (LKS)